# Arboretum de l'Abiétinée
El Arboretum de l'Abiétinée (español: Arboreto de los Abetos), es un arboreto de 1,5 hectáreas de extensión, que se encuentra en Malzéville, Francia.
El jardín está fuertemente ligado a la historia del Art Nouveau en Francia, pero actualmente está semiabandonado.

## Localización
El arboreto se ubica entre las calles "Rue Pasteur" y la "Grand Allée". Justo al lado de la guinguette clasificada MH "Cure d'air Trianon".
Arboretum de l'Abiétinée Malzéville, Département du Meurthe-et-Moselle, Lorraine, France-Francia.
Planos y vistas satelitales.48°42′30.12″N 6°11′41.5″E / 48.7083667, 6.194861
Está abierto al público todo el año y sin pagar ninguna tarifa de visita.

## Historia
El arboreto de propiedad privada fue creado en el 1902 por Eugène Schott, alcalde de Malzéville y vicepresidente de la Société centrale d'horticulture de Nancy.
Emile Gallé, una de las figuras más prominentes en Francia del movimiento Art Nouveau, fue el presidente de la asociación Cure d'Air Trianon aledaña diseñó el arboreto en el estilo Art Nouveau.
El especialista en coníferas y Horticultor Victor Didier dirigió las plantaciones y el diseño del jardín, cuyo nombre refleja el interés de la sociedad coetánea por los árboles del género Abies (abetos).

## Colecciones
Según un documento de Didier, publicado en 1910, el jardín contuvo 25 géneros y 277 taxones de coníferas, así como un número de otras plantas leñosas.
Recibió reconocimientos por su colección de coníferas entre los años 1904 a 1913, pero la finca cambió de propietarios varias veces y el arboreto cayó en el abandono.
En fecha del 2006 estaba en peligro de pérdida y se habían promovido iniciativas para su restauración y recuperación.
Elarboretum alberga numerosas especies raras, entre otras:
- La madreselva Lonicera maackii
- Sequoias,
- Cedros,
- Árboles alpinos.